# Li Dongmei
Li Dongmei (xinès simplificat: 李冬梅) (Chongqing 1979 -) és una fotògrafa, guionista, productora i directora de cinema xinesa.

## Biografia
Li Dongmei va néixer l'any 1979 en un poble rural de la municipalitat de Chongqing (Xina). A l'acabar l'escola secundària a Futian, durant quatre anys va treballar com a professora d'anglès a la seva l'escola. Va estudiar literatura angloamericana a la SISU - Universitat d'Estudis Internacionals de Sichuan (四川外国语学院英美文学专业专科).Després va marxar a Austràlia per estudiar cinema a la Victorian College of the Arts de la Universitat de Melbourne. Va ser la primera dona del seu poble en anar a la Universitat.

#### Trajectòria cinematogràfica
Segons va manifestar en una entrevista: "Un dia, sense res a fer, vaig entrar a un cinema buit. Projectaven una pel·lícula sobre la vida quotidiana d'una noia iraniana. Va ser una història molt senzilla que reflectia la meva pròpia vida. Es tractava del seu pare que sempre va voler un fill i de com ella sempre es barallava amb ell per això. Sabia com se sentia i podia sentir la connexió entre les nostres dues vides. En molts aspectes, estaven allunyats però encara molt semblants. Aleshores vaig decidir que volia estudiar cinema".
El 2015, per a la seva pel·lícula de graduació, va escriure i dirigir un primer curtmetratge de 13 minuts: "Sunshine on the Grass" (阳光照在草上). També anomenada en anglès "The Corn is Flowering", la pel·lícula representa, des del punt de vista d'una nena de vuit anys, la vida d'una família pobra, l'avi de la qual s'està morint sense que la família pugui pagar-li l'atenció mèdica que necessita. La pel·lícula es va rodar a la ciutat on Li Dongmei va passar la seva infantesa, i ella la va concebre com una al·legoria de la decadència irreversible d'aquesta regió rural.
De tornada a la Xina, va ser admesa a la classe avançada del departament de literatura de l'Acadèmia de Cinema de Pequín. Va ser la guionista de la pel·lícula "A Mysterious Tribe in China" (落绕) estrenada el març de 2018. El 2020, va participar en el documental "Wind of Change" (山间风疾) dirigit per Chen Huaxiang rodada a Futian; la pel·lícula va ser part de la preparació per part de Li del seu primer llargmetratge 妈妈和七天的时间 "Mom and Seven Days" conegut també com "Mama" La pel·lícula va ser finalista a la secció del Dia de Venècia del 77è Festival Internacional de Cinema de Venècia, nominada al Premi de la Unió del Cinema Europeu-Dia de Venècia a la millor pel·lícula. També va ser preseleccionada per al 25è Festival Internacional de Cinema de Busan i pel 4t Festival Internacional de Cinema de Pingyao i premiada al Ingmar Bergman International Debut Award at Göteborg Film Festival.
"Mama" explica què passa durant set dies en un poble de la Xina rural durant la dècada dels 90. Representa el records de Xiaoxian, una de dotze anys sobre la seva família i el seu poble. En set dies, és testimoni de tres morts i dos naixements, inclosa la mort de la seva pròpia mare que mor donant a llum la seva quarta germana.
Li Dongmei ha col·laborat amb el director Zhang Yalong (张亚龙) en la producció del documental "Wind of Change" i en "Ashore" o "The Island" (岛). La pel·lícula fa referència a un esdeveniment que va passar durant l'epidèmia de covid el 2020.